# Thersandros (König von Theben)
Thersandros (altgriechisch Θέρσανδρος Thérsandros), der Sohn des Polyneikes und der Argeia, war in der griechischen Mythologie König von Theben. Er war verheiratet mit Demonassa und war der Vater des Teisamenos.

## Zug der Epigonen
Zehn Jahre nachdem der Versuch der Sieben gegen Theben, Theben zu erobern, fehlgeschlagen war und Polyneikes, der Vater des Thersandros, im Kampf gestorben war, organisierten die Nachkommen (Epigonen) der sieben Feldherren einen neuen Feldzug. Wie schon beim Zug der Sieben gegen Theben Amphiaraos die Teilnahme verweigert hatte, so zeigte jetzt sein Sohn Alkmaion wenig Interesse. Thersandros bestach die Eriphyle, die Mutter des Alkmaion, mit dem Schleier der Harmonia, und diese überredete ihre Söhne Alkmaion und Amphilochos, am Zug teilzunehmen.
Was den Vätern verwehrt geblieben war, gelang den Epigonen. Sie besiegten Laodamas, den Cousin des Thersandros, und verjagten das thebanische Heer. Nach der Eroberung wurde Thersandros König von Theben.

## Trojanischer Krieg
Thersandros unterstützte Agamemnon im Feldzug gegen Troja. Beim ersten Versuch Troja zu erobern, verirrten sich jedoch die Griechen und landeten an der Küste von Mysien. Telephos, der Sohn  des Herakles, zog ihnen entgegen und trieb die Griechen zurück auf ihre Schiffe. Thersandros warf sich jedoch dem Telephos entgegen und wurde von ihm erschlagen. Er wurde in Elaia in der Kaikosebene begraben.
Vergil und Hyginus erwähnen jedoch einen Thersandros bei der Aufzählung der Helden, die sich im hölzernen Pferd bei der Eroberung von Troja befanden.
Nach seinem Tod übernahm Peneleos, als Vormund des noch jungen Teisamenos, die Regierung über Theben.